# NGC 64
NGC 64 je galaksija u zviježđu Kit.

## Vanjske poveznice
- SEDS: NGC 0064